# Гао, Джуди
Джуди Гао (англ. Judy Gao, род. 1994) — новозеландская шахматистка китайского происхождения, мастер ФИДЕ среди женщин (2014).
Чемпионка Новой Зеландии 2007 (1—2 с Ш. У), 2008 (1—3 с Х. Миллиган и Н. Фэрли) и 2009 гг.
В составе сборной Новой Зеландии участница шахматных олимпиад 2008, 2012 и 2014 гг.
Занимается дизайном одежды. Имеет свой лейбл «Judy Gao Couture». В 2018 г. участвовала в телевизионном конкурсе «Project Runway New Zealand». По итогам конкурса получила приглашение участвовать со своей коллекцией в Неделе моды в Париже. В 2019 г. представила коллекцию на Неделе моды в Новой Зеландии.

## Изменения рейтинга
| Графики недоступны из-за технических проблем. См. информацию на Фабрикаторе и на mediawiki.org. |